# チャールズ・フレデリック・ホルダー

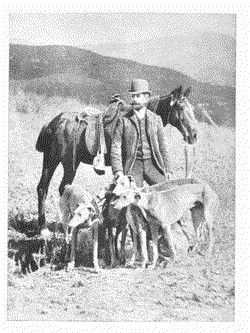
ホルダーと、猟犬バレー・ハント・ハウンド (Valley Hunt Hounds)。

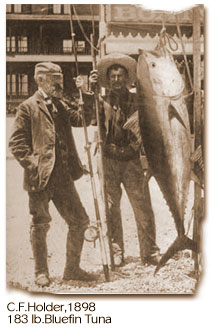
当時の記録となった釣果、183 lbのクロマグロと並んで写るチャールズ・F・ホルダー（左）、1898年撮影。

チャールズ・フレデリック・ホルダー（Charles Frederick Holder、1851年 - 1915年）は、大物釣りの創始者で、カリフォルニア州パサデナのローズ・パレードや、サンタカタリナ島アバロンのツナ・クラブ・オブ・アバロンの設立メンバーのひとり。

## 経歴
ホルダーは、マサチューセッツ州の裕福なクエーカーの家系の出であった。父は動物学者のジョセフ・バセット・ホルダー（1824年 - 1888年）で、母はエミリー・オーガスタ・ゴウヴ (Emily Augusta Gove) であった。ロードアイランド州プロビデンスのキリスト友会の学校に学び、マサチューセッツ州ウェスト・ニュートンのアレンの予備学校や、家庭教師たちからも教えを受けた。ホルダーは、1869年にメリーランド州アナポリスのアメリカ合衆国海軍兵学校に入学したが、卒業後、海軍に任官しなかった。
その後、ニューヨークのアメリカ自然史博物館でキュレーターとして働いていたが、1885年にカリフォルニア州パサデナへ移住した。生涯を通じて、熱心な博物学者であり、海洋生物学についての著作や、1898年から彼が切り開いた新たなスポーツ・ジャンルとしての大物釣りに関する最初期の書作群によって広く知られた。ホルダーの本は、正確な科学的記述でありながら、興奮を呼ぶような生き生きとした語り口で知られていた。
1890年から1891年にかけて、ホルダーは、トーナメント・オブ・ローゼ・アソシエーション (Tournament of Roses Association) の会長を務め、1910年にはローズ・パレードのグランド・マーシャルに選ばれた。カリフォルニア州パサデナでは、ホルダーは実業家、篤志家、また、自然保護活動家にして狩猟家として知られていた。1898年には、カリフォルニア州サンタカタリナ島アバロンにおいて、釣りの対象となる全ての魚種の適正な管理を行うことを目的としたツナ・クラブ・オブ・アバロンの設立に参加した。

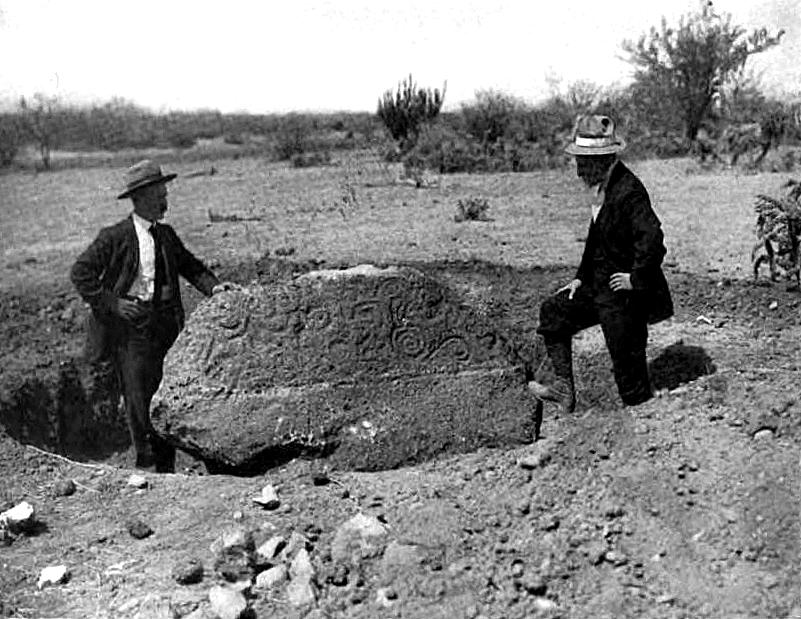
「エスペランサ石」F・R・バーナム少佐（左）、ホルダー（右）。メキシコ、セノーラ、ヤキ・デルタにて、1909年。

1910年には、フレデリック・ラッセル・バーナムとともにメキシコを旅行し、『The Book of the Damned』で超常現象的な遺物として紹介された「エスペランサ石」など、マヤ文明の遺物とされるものを発見した。
ホルダーは、パサデナで自動車事故に遭って死亡し、遺骸はカリフォルニア州アルタデナのマウンテン・ヴュー墓地 (Mountain View Cemetery) に葬られ、後には妻サラ・エリザベス・アフォード・ホルダー（Sarah Elizabeth Ufford Holder、1852年 - 1925年）も隣に埋葬された。
1998年、国際ゲームフィッシュ協会の殿堂入りを果たした。

## おもな著書
- Elements of zoology, (1885)
- Southern California : its climate, trails, mountains, canyons, watering places, fruits, flowers and game, a guide-book, (1888)
- All about Pasadena and its vicinity; its climate, missions, trails and cañons, fruits, flowers and game, (1889)
- Charles Darwin; His Life and Work, (1891)
- Along the Florida Reef, (1892)
- Louis Agassiz; His Life and Work, (1893)
- Chinese Slavery in America, (1897)
- An isle of summer, Santa Catalina; its history, climate, sports and antiquities, (1901)
- The big game fishes of the United States, (1903), part of The American Sportsman's Library
- The Log of a Sea Angler, (1906)
- Life in the open; sport with rod, gun, horse, and hound in southern California, (1906) 
  - ホルダーによる狩猟と釣りの案内書で、対象となっている地域はカリフォルニア州のサンタバーバラ郡、サンブエナベンチュラ、ロサンゼルス郡、サンバーナーディーノ郡、リバーサイド郡、オレンジ郡、サンディエゴ郡に及んでいる。内容には、乗馬によるオオヤマネコ、キツネ、オオカミなどの狩り、シエラマドレ山脈（英語版）でのマス釣り、サンタカタリナ湾の沖合でのゲーム・フィッシング（英語版）、浜辺に生息する鳥や水鳥の追跡、ピューマやシロイワヤギなどが盛り込まれていて、写真も掲載されており、さらにアシカ狩りの記述もある。この本全体を通して、ホルダーは狩猟家には自然保護のために遵守すべきルールがあると繰り返し述べている。
- Sport fishing in California and Florida, (1908). Bulletin of the Bureau of fisheries, volume XXVIII. Proceedings of the Fourth International fishery congress, Washington.
- Pasadena, the crown of the valley, (1909)
- Recreations of a sportsman on the Pacific coast, (1910)
- The Channel islands of California; a book for the angler, sportsman, and tourist, (1910)
- A method of studying the life history of fishes, (1910)
- A method of transporting live fishes, (1910)
- The Esperanza Stone (1910) Scientific American, pp. 196. ISSN 0036-8733.
- Salt Water Game Fishing, (1914)
- Biography of Frederick Russell Burnham (unpublished manuscript, 1915)